# リチャードホール
『リチャードホール』は、フジテレビ系列で放送されていたコント中心のお笑い番組である。『ロバートホール水』の後継番組で、製作局のフジテレビでは2004年10月20日から2005年9月3日まで放送。実際に使用していたタイトルロゴは「RICHARD HALL」であるが、番組表上では本項の表題通りにカタカナで表記されていた。

## リチャードファミリー
リチャードファミリーとは、出演者とスタッフという意味合いを持つ。また、番組見学者たちもリチャードファミリーの一員である。コントでのキャラクターは、ファミリーそれぞれの素質を活かしたものや、何かをモデルにして作られたものが多かった。

### レギュラー出演者
くりぃむしちゅー
上田晋也
ファミリーのリーダー役。しかし演技の臭さ、スタジオでの偉そうな態度などを散々弄られていた。「四MEN楚歌」では他メンバーに蔑ろにされるキャラを演じたが、収録後の帰りのタクシー内で真剣にヘコんだ。誘い笑いの天才で真似するメンバーも多く、ポジションは脇役ながら森三中に「名俳優」と評されたほどである。ある種、番組の雰囲気を作った。
有田哲平
ファミリー1番組を愛する男。『ロバートホール水』時代より、かねてからアンタッチャブルの番組出演をプッシュしていた。コントではむちゃぶりや、実在プロレスラーのオマージュキャラを得意とした。また、リハーサル中に調子に乗ってしまい、コントの設定自体を変えてしまうこともあった。

中川家
中川剛
コントでは犯人役や生徒役など、番組内では脇役に徹していた。
中川礼二
コントではおっさん、おばちゃんなど得意のものまねを活かしたキャラを演じた。

おぎやはぎ
小木博明
『ロバートホール水』開始当初は、そのクールな性格から演者やスタッフに一目置かれていたが、「フタを開けてみたら、まあ空っぽ」（有田談）だったことが判明。後期には体を張ったコントに出演することが多かったが、頑張りすぎてリアルにハプニングを起こしてしまい、よくディレクターに怒られていた。そのため、小木主要のコントは1回で終わるというジンクスが出来上がった。
矢作兼
コントでは純朴なキャラを演じることが多かったが、本番中に本気で怒りを発してしまうことがたびたびあった。

劇団ひとり
コントでは持ちネタから派生したキャラを演じることが多く、泣き芸や裸芸などで一際異彩を放っていた。溜まり場での雑談が楽しみだったらしく、ファミリーとまた集まりたいと思っている。
森三中
黒沢宗子
前期においては自身の持ちネタの「意味不明な歌」を活かしたキャラを演じていたが、後期になると表に立つ機会がほとんど無くなってしまっていた。
村上知子
番組では、シリーズを通してブスキャラを演じた。大島と共に体を張ったコントで番組を支えた。
大島美幸
アクの強いキャラを演じる一方で、男性メンバー以上に体を張っていた。コント中のケンカにおいて、本気で涙を見せたことがある。

アンタッチャブル
前身番組『ロバートホール水』の中盤から参加。
山崎弘也
与えられたキャラをスタッフの想像以上に演じ、ファミリーの笑いを誘っていた。追い詰められた時の爆発力はファミリー1。「栗井ムネ男」「下衆ヤバ夫」などのキャラがブレイクし、一躍番組のマスコット的存在に。後期にはメインコントの大半を彼が演じた。自身のお気楽な性格のためか練習を怠ることが多く、頻繁にNGを出してよく上田に叱られていた。
柴田英嗣
当初は出番が少なく、剛や黒沢とタレントクロークでよく暇を潰していたが、後期には本人のべらんめえ気質や動物好きを活かしたキャラを演じていた。

### 準レギュラー出演者
小川奈那
コントのみに参加していたゲストで、前説とロケ収録には参加せず。あまりセリフもなく、存在感は薄かった。
ビビる大木
2005年4月から出演。番組の土曜23時台への進出を機にファミリーに加入。『笑う犬』などでのコント経験は豊富であったが、彼の持ち味はあまり活かされていなかった。
加藤ローサ
2005年4月から出演。土曜23時台への進出を機に大木とともにファミリーに加わり、番組に華を添えた。芸人ではないので番組内での存在感は大きくはなかったが、多くのコントに参加した他、「パンダP」における女性AD役等、固定の役も持っていた。

## 主なコント
下衆ヤバ夫シリーズ
異常に下衆な男・下衆ヤバ夫が、さまざまな会場に現れては下衆きわまるスピーチと替え歌を披露する。
栗井ムネ男シリーズ
くりぃむしちゅーの弟子兼付き人でありながら失礼かつ非常識な男・栗井ムネ男が有田に説教される。
四MEN楚歌シリーズ
ネガティブすぎる漫才カルテット・四MEN楚歌の、幕間での会話を描く。後ろ向きな会話とは裏腹に、その人気はシリーズを重ねるごとにどんどん高まっていった。
スターティングメンバー発表
さまざまな団体競技の大会直前の控え室を舞台に、鬼田剛監督（有田）の無茶な指示を忠実に遂行するメンバーを描く。途中までは真っ当に出場種目や順番を発表していくのだが、なぜかキャプテンだけ「田村正和」「桃井かおり」「犬をかわいがる人」などの妙なポジションに指定し、そのたびにキャプテン役のメンバーがその物まねを披露する。
シャレ山紀信シリーズ
さまざまな場所に現れる有名写真家・シャレ山紀信と、その付き人2人が妙な駄洒落ネタを展開する。

## コントキャラクター
下衆ヤバ夫
演：山崎弘也
名前通りの下衆な男。毎回いろいろな会場に出没し下衆なスピーチを行なっては周囲のブーイングを浴び、最後に下ネタ満載の猥歌（著名な歌のパロディ）を披露してどこかへ消えていく。趣味は盗聴、盗撮だが「キャン玉ちゃん」という言葉を好んで使うためバイセクシャルではないかとされている。山崎の下衆な性格から生まれた名物キャラ。自己紹介は「下ネタの下に、公衆便所の衆で、下衆です」。
栗井ムネ男
演：山崎弘也
くりぃむしちゅーの一番弟子。礼儀と常識が著しく欠如しており、有田を完全にナメ切っている。キャラのモデルは普段の山崎そのものである。
シャレ山紀信
演：山崎弘也
言う事全てがダジャレになる超大物写真家。撮影中にスタッフ（柴田英嗣、矢作兼）とダジャレの3段落ちを連発。このコントの主役は3段落ちの最後を飾る矢作であったりもする。オーディオコメンタリーなどによると、最後のビビる大木からの振り以降はアドリブである。
おどやん
演：大島美幸
てっちゃん（有田哲平）の隣に住むおじさん。奥さん（村上知子）と一緒になりたいと思っているがてっちゃんに認めてもらえないので、てっちゃんに好かれようと努力する。歯が欠けており、いつも酔っ払い、顔が赤く呂律も回っていない。北関東の訛りがある。元ネタは森三中のコント。
てっちゃん
演 : 有田哲平
おどやんの隣に住む母子家庭の高校生。顔が異様に白く、太い眉毛で大きなホクロがある。制服姿で小豆色のジャージをスカートの下に履いている。かなりの猫背で内向的。全く喋らず、おどやんも好きではない。最後には感情が爆発し、おどやんをぶん投げる。男子だけの柔道部に入りたがったり、アイドルになりたがりオーディションを受けた事がある。
中野
演：小木博明
「小木大サーカス」に所属する世にも珍しいにらめっこ王。毎回丸山に過酷なハンデをつけられて、にらめっこをする。元々は彼のリアクションを楽しむコントであったが、リハーサル中でやった柴田の暴言が面白かったため、そちらがメインとなってしまった。コント中に本名が丸山＝柴田から発表されたものの、小木大サーカスという団体名とは全く関係ないことをつっこまれた。
丸山
演：柴田英嗣
「小木大サーカス」の団長。客に中野とにらめっこ勝負をさせて、お金を巻き上げる。にらめっこに勝てた客に1億円を贈呈すると嘯いているが、実物を見せることはなく、「実家にある」と言ってはばからない。客が返金を要求するとひたすら「ぶっ殺してやるよ!」と言って逆ギレする。
パンダプロデューサー
演：柴田英嗣
動物ネタが一番数字を取れると思っているリチャードホールのプロデューサー。動物ウンチクばかりを言い、「やかましいわ」と自分に突っ込んで勝手に笑っている。笑った作家には動物のコントを書かせている。キャラのモデルは実際に動物好きである柴田。本名は判田であるが、その事を指摘されると激怒する。また、病院のシチュエーションで行った際に上田のツボに入って笑いが止まらなくなってしまい、「腹痛ぇ…」と言ってしまう始末になった。
尾藤武
演：劇団ひとり
ビートたけしに憧れる男で、追いつめられると「たけしメモ」で自分の感情を表現する。元ネタは溜まり場でのひとりのものまねから。番組終了後に放送されたオモバカ8でもこのキャラを披露した。
北八先生（ぺきぱちせんせい）
演：劇団ひとり
北京出身の先生。生徒の佐藤はじめ（有田哲平）にしつこく付きまとい、悪質な嫌がらせをする。佐藤から深刻な相談を受け「甘えるな！中国見てみろ！」と全く無関係な話をし出したり、別な事を考えていて聞いていない挙句に、上八先生が遊びにきて何かやろうと誘うと「退屈だからやるー！」と酷いことを言う。後に高校教師となったが、女子生徒にキスを迫られた際にテンパって泣いてしまった。北八先生曰く、中国人はまだ1人も死んだことがないらしい。
上八先生（しゃんぱちせんせい）
演：中川礼二
上海出身の先生。佐藤が相談中に教室に現れ、太極拳をやろうなど遊びにくる。佐藤が両親の離婚問題や進路で悩み、相談すると、北八とは違い、真剣な表情と涙を堪えながらアドバイスするが、中国語なため何を言っているかわからない。佐藤が北八の言うことを聞かないと、裏社会に手を回して脅迫する。
四MEN楚歌（しめんそか）
演：くりぃむしちゅー、おぎやはぎ
リーダーの上田（上田晋也）以外、ネガティブな発想しかできないコントグループ。その後ろ向きさとは裏腹に、N-1グランプリ予選から始まってめきめきと人気を高め、さまざまなヒット番組（架空の番組ではなく、『森田一義アワー 笑っていいとも!』の「テレフォンショッキング」や『SMAP×SMAP』の「BISTRO SMAP」などの実際に放送された番組）にオファーされるようになっていく。ヒロアキ（小木博明）は上田に好意を抱いている。シリーズ後期にはヒロアキが上田の肛門に入ろうとし、それをケン（矢作兼）とテッペイ（有田哲平）が煽るという構図が毎回お決まりとなり、元々の設定が破綻してしまった。
ロバート・デニーロ
演：山崎弘也
CM撮影のために来日したハリウッドスター。スターとしてのプライドがあるが、劇団ひとり演ずるチョウ・ユンファに対抗心を持っているため、裸同然の衣裳で仕事に臨む。決めゼリフのシーンで、監督（有田哲平）のOKが出るまで捨て身のギャグを繰り広げる。後に「忠臣蔵」や「遠山の金さん」などに出演した。
口臭チーフ
演：有田哲平
口臭のきつい熊本出身のチーフディレクター。本人に自覚症状は無い。最終的にアシスタント（山崎弘也）に臭いを嗅がせたことで「くせぇ!」と言われ、泣いて帰ってしまう。
笑てんメンバー
演：くりぃむしちゅー、山崎弘也
5代目三遊亭圓楽（有田哲平）、桂歌丸（上田晋也）、林家こん平（山崎弘也）がさまざまな場所に出没し、大喜利をするコント。一般人役の矢作が「なんでこんな場所に居るのか？」と三人に問い詰めるとこから始まり、歌丸、こん平が出した回答に圓楽が大笑いし、「しょうがないねー」と言うのがお約束。また、一度だけ山田君（中川剛）が登場したこともある。元ネタは、カーナビに映し出された『笑点』を観た有田が圓楽のものまねを始めたこと。
枚方はん（枚方伸二）
演：中川礼二
阪神タイガース私設応援団長。亡くなった阪神ファンのために危篤状態や葬儀で応援をする。本人は嫌がっているものの、遺族の強い希望に押されて応援している。スーツを裏返すと阪神タイガースの法被に変わる。
TEZZ
演：有田哲平
ポジティブアーティスト。テンションが下るとスタッフの「褒め褒め」でテンションを上げる。元ネタはくりぃむしちゅーのライブの幕間コントから。有田のアドリブのボケが止まらず、30分以上収録テープを回すこともあった。
彦蔵
演：小木博明
テレビが大嫌いな78歳。でも目立ちたがり。素手で猛獣を倒したことがありテレビの中継で実践しようとするが、ADや浪人生など（ともに矢作兼）を挑発しひたすら彼を罵って投げ飛ばすものの最終的には彼を励まし勇気づける。
夢の島埋先生
演：劇団ひとり
子供たちの純粋な気持ちを平気で踏みにじる、5年3組の残酷な担任。元ネタは番組ディレクターの小学校時代の担任。
汗のマークの引っ越しセンター → 汗のマークの救助隊
演：くりぃむしちゅー、山崎弘也、劇団ひとり、大島美幸
従業員役の出演者たちが全身にローションを塗り、滑ったり階段から転げ落ちたりする。出演者は最初恐がっていたが、後半になるとトランス状態で楽しんでいた。後期には「救助隊」と題してリニューアル。スタッフがセットの池に使うローションを大量に買い込んだため、歌舞伎町からローションが消えたらしい。毎回必ずメンバーが全裸状態になってしまうので、人気の高さと同時に抗議も多かった。また、大量のローションを必要とするために制作費が高騰していた。
高田ノブ彦、アントニオイノキ、長州リキ
演：ともに有田哲平
プロレスラーだらけで送る情報番組『王様のプランチャー』（『王様のブランチ』のパロディ）のMC。しかし、好き勝手なことを言ってまったく進行をしようとしない。イノキは後に『踊る!イノキ御殿!!』（『踊る!さんま御殿!!』のパロディ）というコーナーのMCを務めた。イノキのネタは『プロレススーパースター列伝』から引用されている。
ザッキー
演：山崎弘也
東北地方の架空のローカル番組『ザッキーザック』のMCを務めるカントリー歌手。本番中にもかかわらずアシスタントの有田ミチコ（有田哲平）と内輪で盛り上がり、ゲストをぞんざいに扱う。「地方にありそうな番組」という有田の発想の元に生まれた。
黒光テカ男
演：大竹一樹
小学校の指導要領を厳しくチェックするT.P.A.会長。性的表現に異常に敏感。
ツッコミーズ
演：中川礼二、上田晋也、柴田英嗣
ツッコミ・ノリツッコミ・たとえツッコミの、ツッコミだけで構成された異色の漫才トリオ。柴田のたとえツッコミを上田が実際に真似たあと、独特の拍子でオチをつけるというネタを繰り返していた。

## 番組の終了
- 2005年9月3日放送分では1時間拡大版スペシャルを放送した。しかし、同スペシャルの終わり際に下衆ヤバ夫が「この番組は本日で最終回です」と発言。下衆が「川の流れのように」の替え歌を歌って番組は終わった。視聴率は低迷どころか上昇傾向にあり、好調だった時期での突然の番組終了だったために、抗議が殺到したという。
- 同スペシャルが番組そのものの最終回となったが、番組表には（終）マークが記されていなかった。これは、『23 SATURDAY DREAM SHOW』自体の最終回ではないためと思われる。
- 番組の終了後に発売されたDVDに収録されているくりぃむしちゅーとアンタッチャブルのフリートークで、上田は「汗のマークのコントのポロリ、ローション大量買い込み事件と、番組のメインを下衆ヤバ夫にしたこと等が番組を放送終了へ導いた」と語った。アンタッチャブルは「それは上田さん、リアルだから言っちゃダメっスよ」などと発言していた。ただし、真偽の程は明らかになっていない。
- 終了後もDVDが続々とリリースされている。出演者たちはDVDで新しいコントを作りたいと言っているが、実現していない。
- 番組の終了後、『23 SATURDAY DREAM SHOW』は『ブンブンサタデー』へと改題リニューアル。同枠ではくりぃむしちゅーが司会を務める『ヴァケスケ』という深夜番組が放送されたが、『ブンブンサタデー』自体がわずか半年で終了したため、『ヴァケスケ』も半年で打ち切られた。
- 番組終了から3年後の2008年11月26日からフジテレビオンデマンドで配信。また、2009年12月からはCS放送フジテレビTWOで放送されていた。

## スタッフ
最終回エンドロール部分
- コントナレーション：ケイ・グラント
- コント作家：松井洋介、石原健次、福原フトシ、渡辺鐘、渡辺真也、宮藤官九郎、藤谷弥生、大平カンフー(大平尚志)
- コント美術制作：井上幸夫
- コントデザイン：鈴木賢太
- コント美術進行：林勇
- コントアクリル装飾：平山晃哉
- コント大道具：松本達也、杉本孝宏
- コントアートフレーム：石井智之
- コント電飾：中園誠四郎
- コント装飾：太田博之
- コント視覚効果：藤本茂
- コント生花装飾：安藤岳
- コント植木装飾：広田明
- コント衣裳：望月結花
- コント持道具：網野高久
- コントメイク：水落万里子
- コントかつら：矢津田一寛
- コントTP：高瀬義美
- コントSW：藤本敏行
- コントカメラ：長瀬正人
- コントVE：谷古宇利勝
- コント音声：松本政利
- コント照明：川田敦史
- コント編集：浜野元久、太田友康
- コント編集アシスタント：江原英生
- コントMA：円城寺暁
- コント音響効果：高田智彰
- コントTK：菅原洋子
- コントCG：松本幸也
- コント広報：加藤麻衣子
- コント技術協力：ニユーテレス、FLT、IMAGICA、3×7、orb
- コントAP：児玉芳郎、志賀直哉
- コントディレクター：神尾昌宏、江本薫
- コント演出：伊藤征章
- プロデューサー：清水宏泰
- 制作：フジテレビバラエティ制作センター
- 制作著作：フジテレビ

## DVD
- リチャードホール vol.1（2005.05.18）
- リチャードホール vol.2（2005.07.20）
- リチャードホール vol.3（2005.09.21）
- リチャードホール vol.4（2005.11.16）
- リチャードホール vol.4.5（2005.12.14）
- リチャードホール vol.5（2006.01.18）
- リチャードホール vol.6（2006.02.15）
- リチャードホール vol.7（2006.03.15）
- リチャードホール vol.8（2006.04.19）
- リチャードホール vol.9（2006.05.17）
- リチャードホール vol.10（2006.06.21）
- リチャードホール くりぃむしちゅーとアンタッチャブルが選ぶベストコント 純情編（2006.07.14）
- リチャードホール くりぃむしちゅーとアンタッチャブルが選ぶベストコント 絶頂編（2006.08.18）
- リチャードホール くりぃむしちゅーとアンタッチャブルが選ぶベストコント 哀愁編（2006.09.20）
- リチャードホール くりぃむしちゅーとおぎやはぎと劇団ひとりが選ぶベストコント 赤裸々篇（2006.10.18）
- リチャードホール くりぃむしちゅーとおぎやはぎと劇団ひとりが選ぶベストコント 理不尽篇（2006.11.15）
- リチャードホール くりぃむしちゅーとおぎやはぎと劇団ひとりが選ぶベストコント 大往生篇（2006.12.20）
- リチャードホール 貴重な演目 らすとちょいす。（2007.03.21）
- リチャードホール ファン人気投票ランキング べすとちょいす。 〜カウントダウン50〜 上巻（2007.05.16）
- リチャードホール ファン人気投票ランキング べすとちょいす。 〜カウントダウン50〜 下巻（2007.06.20）
- リチャードホール 永久保存版 栗井ムネ男コレクション くりぃむしちゅー×アンタッチャブル（2007.08.17）
- リチャードホール 永久保存版 3年B組北八先生コレクション 劇団ひとり×中川家（2007.09.19）
- リチャードホール 永久保存版 四MEN楚歌コレクション くりぃむしちゅー×おぎやはぎ（2007.10.17）
- リチャードホール 永久保存版 下衆ヤバ夫コレクション くりぃむしちゅー×アンタッチャブル（2007.11.21）
- リチャードホール 永久保存版 おどやんとてっちゃん一家コレクション くりぃむしちゅー×森三中（2007.12.19）
- リチャードホール 永久保存版 超大物写真家シャレ山紀信コレクション アンタッチャブル×おぎやはぎ（2007.01.16）
- リチャードホール 永久保存版 リチャードファミリーコレクション 其之壱（2007.02.20）
- リチャードホール 永久保存版 リチャードファミリーコレクション 其之弐（2007.03.19）
- リチャードホール 同窓会 桜の間（2008.04.25）
- リチャードホール 同窓会 桐の間（2008.05.30）
- リチャードホール 同窓会 紫陽花の間（2008.06.27）
- リチャードホール 同窓会 萩の間（2008.07.25）
- リチャードホール 同窓会 桔梗の間（2008.08.29）
- リチャードホール 同窓会 菊の間（2008.10.01）
- リチャードホール 同窓会 山茶花の間（2008.10.31）
- リチャードホール 同窓会 柊の間（2008.11.28）

## 放送局
- フジテレビでは、当初は『ロバートホール水』と同じく毎週水曜 24時35分 - 24時58分（木曜 0時35分 - 0時58分）に放送されていたが、2005年4月9日からは毎週土曜 23時00分 - 23時30分（『23 SATURDAY DREAM SHOW』第1部）に放送されるようになった。
- 東海テレビでは、2004年11月10日から毎週水曜 25時10分 - 25時35分に放送[1]。

## 備考
- 2005年6月4日放送分までは、オープニングの前説を数回ほど生放送で行っていた。
- 2008年3月3日に『ニューカマーズ』で放送されたニュースコント番組『KYニュース』において、赤井まむ史なるキャラが登場（演：山崎弘也）。その話し口調や奇妙なダンスは、下衆ヤバ夫を彷彿とさせていた[独自研究?]。
- 番組に視聴者からいじめにより登校拒否となり、家でも全く笑わなくなった息子が下衆ヤバ夫のコントを観て何年か振りに笑い、学校へも通うようになったという親御さんからのお礼の手紙がきたことがある。
- YAHOO映画では「ダウンタウンのガキの使いやあらへんで！」・「ダウンタウンのごっつええ感じ」・「やりすぎコージー」・「ワンナイR&R」らと共になぜか映画作品として扱われレビュー投稿も可能である。